# Площадь Академика Прохорова
Площадь Академика Про́хорова — площадь на юго-западе Москвы в Гагаринском районе Юго-Западного административного округа на пересечении Ленинского и Университетского проспектов.

## Происхождение названия
Площадь на пересечении Университетского и Ленинского проспектов названа в октябре 2016 года в честь физика лауреата Нобелевской премии, одного из основоположников квантовой электроники Александра Михайловича Прохорова (1916—2002). Это было предложено Президиумом Российской академии наук в марте 2016 года. Здесь расположен его памятник, сооружённый в 2015 году.
Площадь расположена рядом с Институтом общей физики имени А. М. Прохорова (ул. Вавилова, 38), организатором и директором которого был легендарный учёный.

## Описание
Площадь расположена в самом начале Университетского проспекта, где он выходит на Ленинский проспект.